# Konura kaktusowa
Konura kaktusowa (Eupsittula cactorum) – gatunek średniej wielkości ptaka z rodziny papugowatych (Psittacidae). Jest gatunkiem endemicznym Brazylii. Nie jest zagrożony.

## Podgatunki i zasięg występowania
Konura kaktusowa występuje we wschodniej Brazylii. Wyróżnia się 2 podgatunki:
- E. cactorum caixana (von Spix, 1824) – północno-wschodnia Brazylia
- E. cactorum cactorum (Kuhl, 1820) – środkowo-wschodnia Brazylia

Zamieszkuje obszary stepowe porośnięte krzewami i kaktusami. Do Europy sprowadzono ją w 1862 roku, lecz rozmnożyć udało się ją dopiero w 1883.

## Morfologia
Osiąga długość ciała 25 cm i masę 75–90 g. Samiec różni się od samicy kolorem tęczówki oka – u samca jest ona czerwonawa, u samicy żółtobrunatna.

## Pożywienie
Żywi się kwiatami i owocami drzew i kaktusów, oraz pędami drzew.

## Lęgi
Gniazduje zazwyczaj w pustych kaktusach i drzewach. Samica znosi 3–6 jaj o średnich wymiarach 25,4 na 19,6 mm, które wysiaduje przez 24 dni. Młode opuszczają gniazdo po 55–60 dniach, gdy są już całkowicie opierzone. Czasem odbywa dwa lęgi w roku.

## Status
IUCN uznaje konurę kaktusową za gatunek najmniejszej troski (LC – least concern) nieprzerwanie od 1988 roku. Liczebność populacji nie została oszacowana, ale ptak ten opisywany jest jako dość pospolity. Ze względu na brak dowodów na spadki liczebności bądź istotne zagrożenia dla gatunku, BirdLife International ocenia trend liczebności populacji jako stabilny.